# Ametralladora pesada Tipo 3
La Tipo 3 (三年式重機関銃 San-nen-shiki juu-kikanjuu?), conocida también como la  Taishō 14, fue una ametralladora pesada japonesa enfriada por aire.

## Características

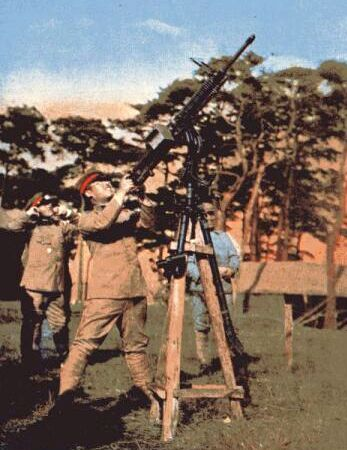
Una Tipo 3 sobre un trípode antiaéreo improvisado.

La Tipo 3 fue ideada por el general Kijirō Nambu y estaba basada en el diseño de la Hotchkiss M1914. Aunque la Hotchkiss M1914 empleaba cartuchos 8 mm Lebel, Japón empieza a producirla bajo licencia en 1914, pero usando el cartucho 6,5 x 50 Arisaka.
Al igual que la Hotchkiss M1914, era alimentada mediante un peine de 30 cartuchos. Su trípode podía transformarse en uno antiaéreo y se le podían instalar alzas antiaéreas.
Aun siendo bastante similar a la Tipo 92, se puede distinguir de esta por el calibre de su cartucho y sus agarraderas. La Tipo 3 tiene agarraderas tipo "mango de pala", mientras que la Tipo 92 tiene agarraderas plegables tipo "manillar".

## Usuarios
- Chile: Compró varios centenares de ametralladoras Tipo 3 de calibre 7 mm, que fueron designadas como Ametralladora Modelo 1920. Sus cañones estaban hechos en Francia por la Hotchkiss et Cie, pero las demás piezas de las ametralladoras estaban hechas en el Arsenal de Kokura.[3]
- Corea del Norte: Fue empleada por el Ejército norcoreano durante la guerra de Corea.[4]
- Japón
  -  Ejército Imperial Japonés[5]
- Manchukuo[6]
- República de China: El caudillo Zhang Zuolin equipó a su Ejército de Fengtian con esta ametralladora.[7] Posteriormente fue empleada por el Ejército Colaboracionista Chino.[8]
- Vietnam del Norte[9]

## Galería

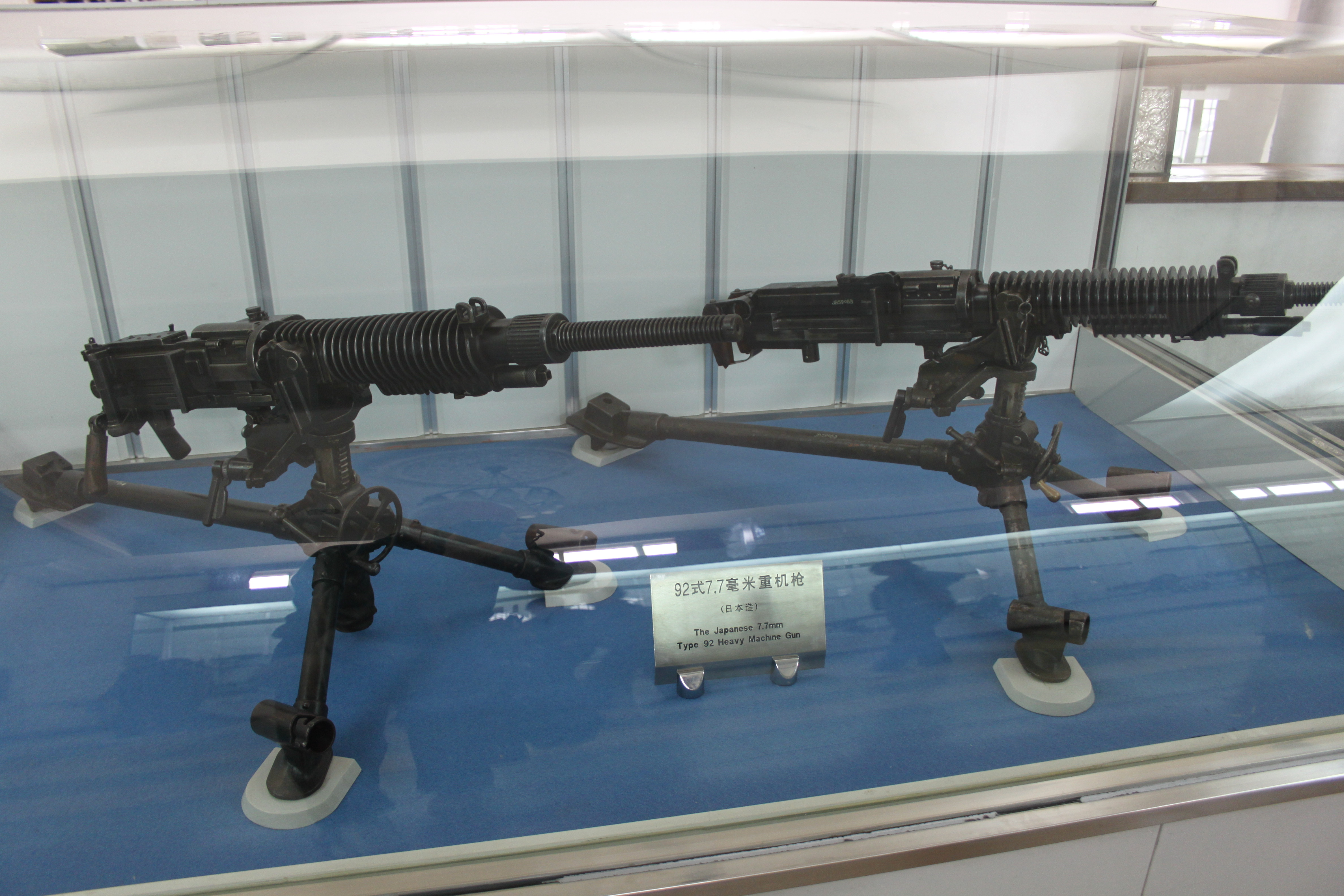
La Tipo 3 (derecha) y la Tipo 92 (izquierda) del Museo Militar de la Revolución Popular China de Pekín, mostrando su parecido.
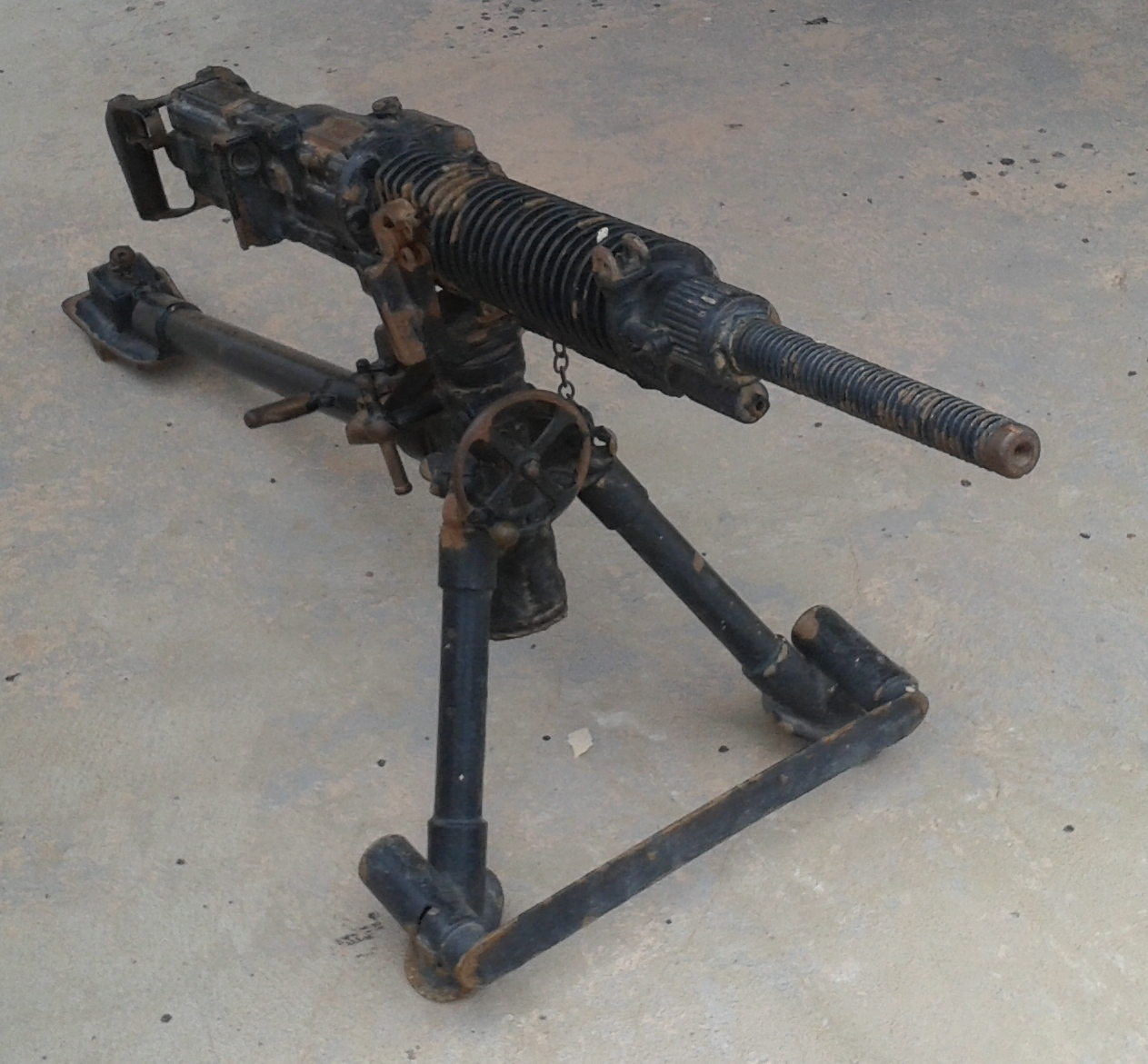
La Modelo 1920 del Museo Histórico y de Armas del Morro de Arica.
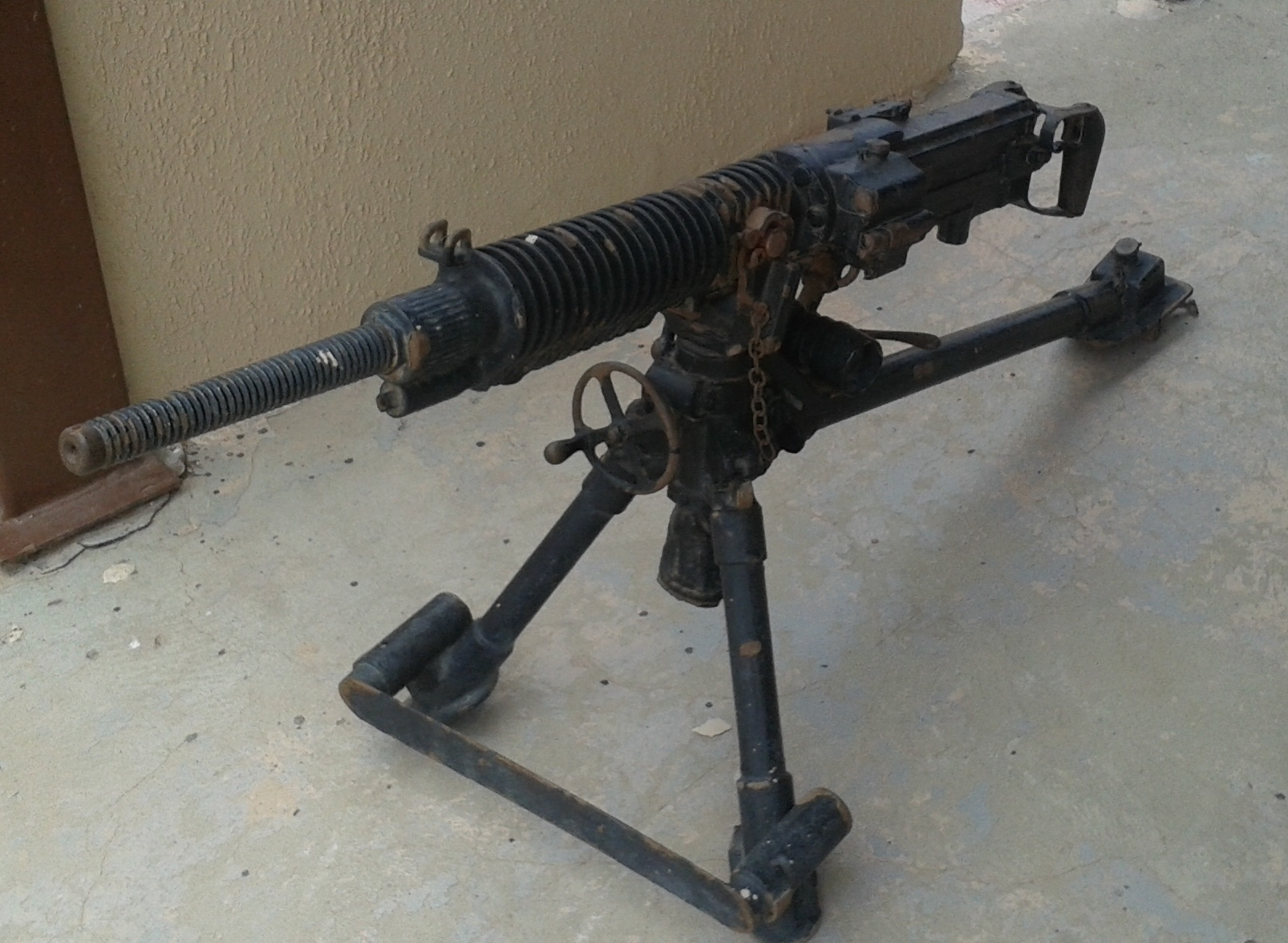
Otro ángulo de la misma ametralladora.
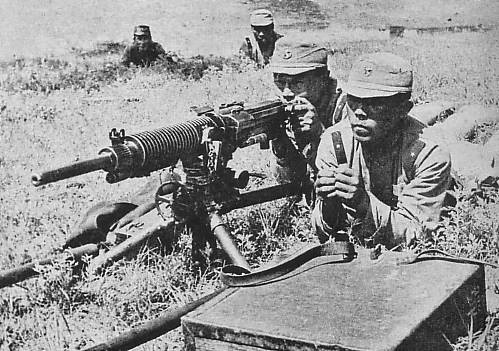
Una Tipo 3 durante unas maniobras del Ejército Imperial de Manchukuo.